# Przeworsk

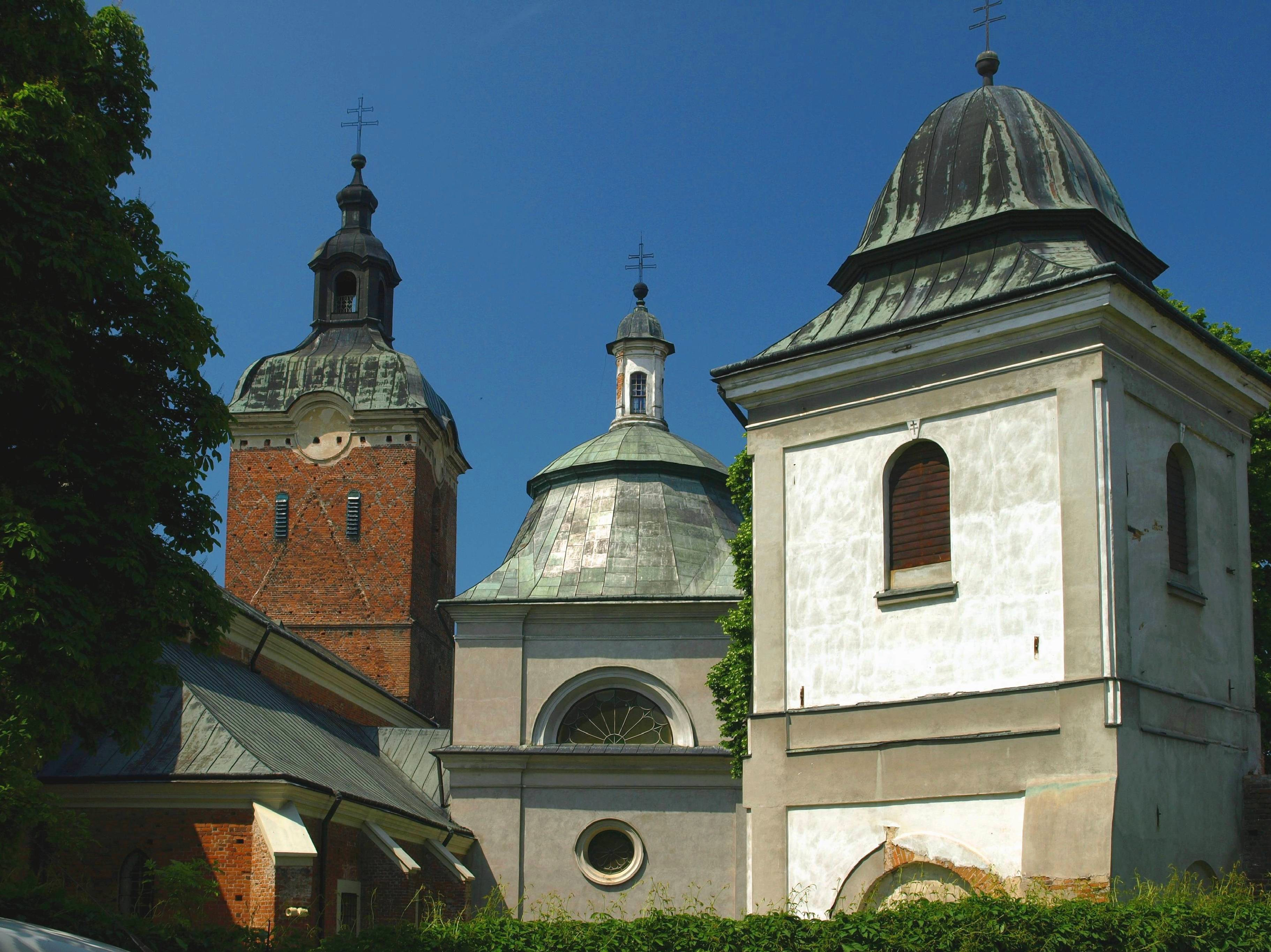
Przeworsk

Przeworsk es una ciudad en el sureste de Polonia. Su población, al 2 de junio de 2009, es de 15.675 habitantes. Desde 1999, pertenece al voivodato de Subcarpacia y es la capital del condado de Przeworsk. La antigua cultura Przeworsk debe su nombre a la ciudad.
Przeworsk fue un asentamiento desde el siglo X, aunque la evidencia de asentamientos humanos en el área general es aún más antigua. Se menciona por primera vez en registros históricos del siglo XIII y se le concedió el título de ciudad en 1394. Desde 1772 la ciudad formó parte de la monarquía de los Habsburgo, donde permaneció hasta 1918, cuando regresó una Polonia independiente. Przeworsk se encuentra en la ruta europea E40. También es un importante cruce ferroviario, con trenes que van en tres direcciones: este (hacia Przemyśl), oeste (hacia Rzeszów) y norte (hacia Stalowa Wola).
Przeworsk tiene unos 60 edificios históricos, incluidas dos abadías góticas fortificadas, un ayuntamiento, el palacio Lubomirski de estilo clásico, un monasterio barroco y un museo al aire libre (skansen). La ciudad tiene una superficie de 22 kilómetros cuadrados (8,5 millas cuadradas).